# Der Roman der Lilian Hawley
Der Roman der Lilian Hawley ist ein deutsches Stummfilmdrama aus dem Jahre 1925 mit Lotte Neumann in der Titelrolle. Die Geschichte basiert auf dem Roman “Der Korsar” von Ch. Smith-Rodgerson.

## Handlung
Evelyn Hawley liebt ihren Mann William, einen erfolgreichen Bankier und Börsenguru mit dem leicht spöttischen Spitznamen „der Korsar“, von ganzem Herzen, und doch hat sie sich, wohl aus einer Laune heraus, auf eine Affäre, die ihr letztlich nichts bedeutet, mit dem charakterlosen Abenteurer und Wüstling John „Jonny“ Willman eingelassen. Als der Gatte dies herausfindet, wirft er seine Frau tief gekränkt aus dem Haus. In der Hoffnung, Abstand zu gewinnen und einen Neuanfang wagen zu können, reist Evelyn mit ihrer Schwester Lilian und ausgerechnet dem mitschuldigen Liebhaber nach Italien. Unterwegs erwirbt sie etwas Reiselektüre: Es handelt sich um einen in längst vergangenen Zeiten spielenden Roman, der ausgerechnet den Titel „Der Korsar“ trägt. Die Protagonisten sind gleich historischen Spiegelbildern von Evelyns eigenem Leben.
Im Zentrum dieses Romans steht der Freibeuter Giacomo, der nach beutereichen Feldzügen eines Tages heimkehrt und sein holdes Weib Gioconda in den Armen eines Anderen, eines jungen Pagen, findet. Trotz der Pein, die sie ihm bereitet hat, will der Roman-Giacomo seine Gioconda zurück, und auch William Hawley beginnt in der Zwischenzeit seine Evelyn schwer zu vermissen. Ihre Schwester Lilian gerät, nachdem sich Evelyn ihrem Ex-Liebhaber gegenüber immer abweisender verhalten hat, gleichfalls in die amourösen Fallstricke Jonnys, der ihr aber Liebe nur vorheuchelt, um später damit deren Bruder William erpressen zu können. Doch ihre bittere Liebesgeschichte endet tragisch: Es fällt ein Schuss, der den Liebesschurken tödlich trifft, dann richtet sich Lilian selbst. Evelyn Hawley aber kehrt reumütig zu Heim und Gatten zurück.

## Produktionsnotizen
Der Roman der Lilian Hawley entstand in der zweiten Jahreshälfte 1924 in Deutschland und in Italien (Venedig, Rom und Florenz) und wurde am 20. Februar 1925 in Berlins Schauburg-Kino uraufgeführt.
Die Filmbauten entwarf Robert Neppach.

## Kritiken
Der Filmbote lobte vor allem die Außenaufnahmen: “Herrliche Aufnahmen in Rom und in einem alten Korsarenkastell am Gestade des Meeres. Die Handlung des Romans und das Schicksals Lilians gut zur Einheit verwoben”, während des Salzburger Volksblatt beim Sujet Schwächen ausmachte.